# Seppe De Blust
Seppe De Blust is een voormalig Belgisch politicus voor sp.a.

## Levensloop
Toen Tuur Van Wallendael terugtrad in 2006, als negentienjarige het jongste lid ooit werd in de Antwerpse gemeenteraad.
Voor de verkiezingen van 7 juni 2009, waar hij opkwam op de lijst voor het Vlaams Parlement, voerde hij gezamenlijk campagne met Bart Martens, Toon Wassenberg en Bert Delanoeije onder de naam "The Evergreens", met milieu als gezamenlijke pijler. De Blust is lid van de Jeugdbond voor Natuur en Milieu.
Bij de lokale verkiezingen 2012 werd hij niet opnieuw verkozen. Hij behaalde 817 voorkeurstemmen.
In 2018 is Seppe actief als  stedenbouwkundig onderzoeker.